# Battle.net
Battle.net este un serviciu de online gaming oferit de Blizzard Entertainment. A fost lansat în ianuarie 1997 odată cu lansarea jocului Diablo. Battle.net era la vremea aceea un concept nou, deoarece era incorporat direct în jocuri, spre deosebire de alte servicii online care foloseau interfețe externe. Această calitate, împreună cu ușurința de a crea conturi și absența unei taxe de înscriere, a sporit enorm popularitatea Battle.net și implicit, a firmei Blizzard.